# Колцешти (Алба)
Колцешти (рум. Colțești) насеље је у Румунији у округу Алба у општини Раметеа. Општина се налази на надморској висини од 567 m.

## Становништво
Према подацима из 2002. године у насељу је живело 611 становника.

### Попис2002.
| Расподела становништва по националности 2002.‍ | Расподела становништва по националности 2002.‍ | Расподела становништва по националности 2002.‍ | Расподела становништва по националности 2002.‍ | Расподела становништва по националности 2002.‍ |
| --------------------------------------------- | --------------------------------------------- | --------------------------------------------- | --------------------------------------------- | --------------------------------------------- |
|                                               |                                               |                                               |                                               |                                               |
| Румуни                                        | Румуни                                        |                                               | 10                                            | 1,6%                                          |
| Мађари                                        | Мађари                                        |                                               | 601                                           | 98,4%                                         |